# カリーニングラード港
カリーニングラード港 (カリーニングラードこう、ロシア語: Порт Калинингра́д) はヴィストゥラ潟湖内東部にある港湾。ロシア連邦カリーニングラード州のカリーニングラード市に属する。国際貿易港、漁港、河川港の三つで構成されている。

## 概要
ヴィストゥラ潟湖に位置し波浪が少なく、バルト海沿岸のロシア領で唯一の不凍港である。 定期コンテナ船がオランダ、イギリス、ドイツ、ポーランド、リトアニアの各港との航路に就航している。1901年に開削されたカリーニングラード運河を経由してバルト海より直接大型船の入港が可能となっている。1991年5月に外国との貿易港として開放されている。
埠頭は全長17kmで、カリーニングラード運河の北側と、プレゴリャ川の河口に位置する。

### 商業港
国際貿易港であるため、あらゆる種類の貨物（原油を除く）を取り扱う。
港には20のバースがあり、全長は3km以上で、そのうち18箇所が貨物用である。穀物および肥料の取り扱いは、穀物埠頭、肥料埠頭、液体肥料埠頭などの専用ターミナルが使用されている。港の区域には13の貨物倉庫（3つの冷蔵倉庫を含む）があり、総面積211.6万m2になる。.

### 漁港
カリーニングラード漁港は1947年7月21日に供用が開始された。東プロイセン時代には遠洋漁業は行われていなかったが、1948年6月にアイスランド沖での最初の遠洋漁業を開始した。
港では冷凍の魚や肉、食料品、肥料、容器、建材、石油製品、バルク化学貨物などを取り扱い、外貨運送、遠洋漁業のための21バースと、沿岸漁業の5つのバースが含まれる。
漁港には臨港線が敷設してあり、港が保有する機関車、入替機、荷捌場がある。 .

### 河川港
河川港は1946年に供用が開始された。 港は河口から6キロ上流のカリーニングラード市内のプレゴリャ川の右岸に位置し、3地区に分かれている。